# Macrobrachium hildebrandti
Macrobrachium hildebrandti är en kräftdjursart som först beskrevs av Franz Martin Hilgendorf 1893.  Macrobrachium hildebrandti ingår i släktet Macrobrachium och familjen Palaemonidae. Inga underarter finns listade i Catalogue of Life.